# Meinhard (Band)
Meinhard ist ein Musikprojekt eines unter gleichlautendem Künstlernamen aktiven Musikers. 

## Geschichte
Im Jahr 2000 zog der Musiker Meinhard aus seiner Heimat Niederbayern nach München. Seit 2004 war er unter dem Künstlernamen Jeremias Meinhard musikalisch aktiv, seit 2011 unter dem Namen Meinhard. Bei seinen Live-Auftritten wird Meinhard von weiteren Musikern begleitet. Seit Ende 2012 ist das Projekt beim Berliner Independent-Label Out of Line unter Vertrag und veröffentlichte 2013 das Debüt-Album Beyond Wonderland (Co-Produzent John Fryer), welches als Konzeptalbum, inspiriert von Lewis Carrolls Alice im Wunderland angelegt wurde.
Neben einem Auftritt auf dem M'era Luna begleitete Meinhard im Herbst 2014 die Band Lord of the Lost als Vorgruppe. Im selben Jahr erschien das zweite Album Alchemusic I – solve, das in Zusammenarbeit mit Thomas Hoffmann (Qntal) produziert wurde. Im Dezember 2014 trat Meinhard dann im Vorprogramm beim Jubiläumskonzert 15 Jahre Blutengel in Leipzig auf. Während das Projekt im Frühjahr 2015 mit Chris Harms als Co-Produzent am dritten Album Alchemusic II – coagula arbeitete, unterstützte es die Band Blutengel als Vorband während ihrer Tournee im Jahr 2015.

## Stil
Meinhard benennt die Musik als beeinflusst von Alternative Rock, Glam Rock, Popmusik und Rockmusik, mit Elementen aus Gothic Rock und Visual Kei. Dabei beschreibt der Musiker sein Werk als keinem Genre eindeutig zuzuordnen. Er vereint Pop und Rock mit weiteren Musikstilen.

## Diskografie
- 2009: V (Als Jeremias Meinhard; EP, Stella Nuova / Dr. Music Songs)
- 2013: Beyond Wonderland (Album, Out of Line)
- 2014: Alchemusic I - solve (Album, Out of Line)
- 2015: Alchemusic II - coagula (Album, Out of Line)
- 2022: Wasteland Wonderland (Album, Foxy Records)